# Schloss Maxhofen

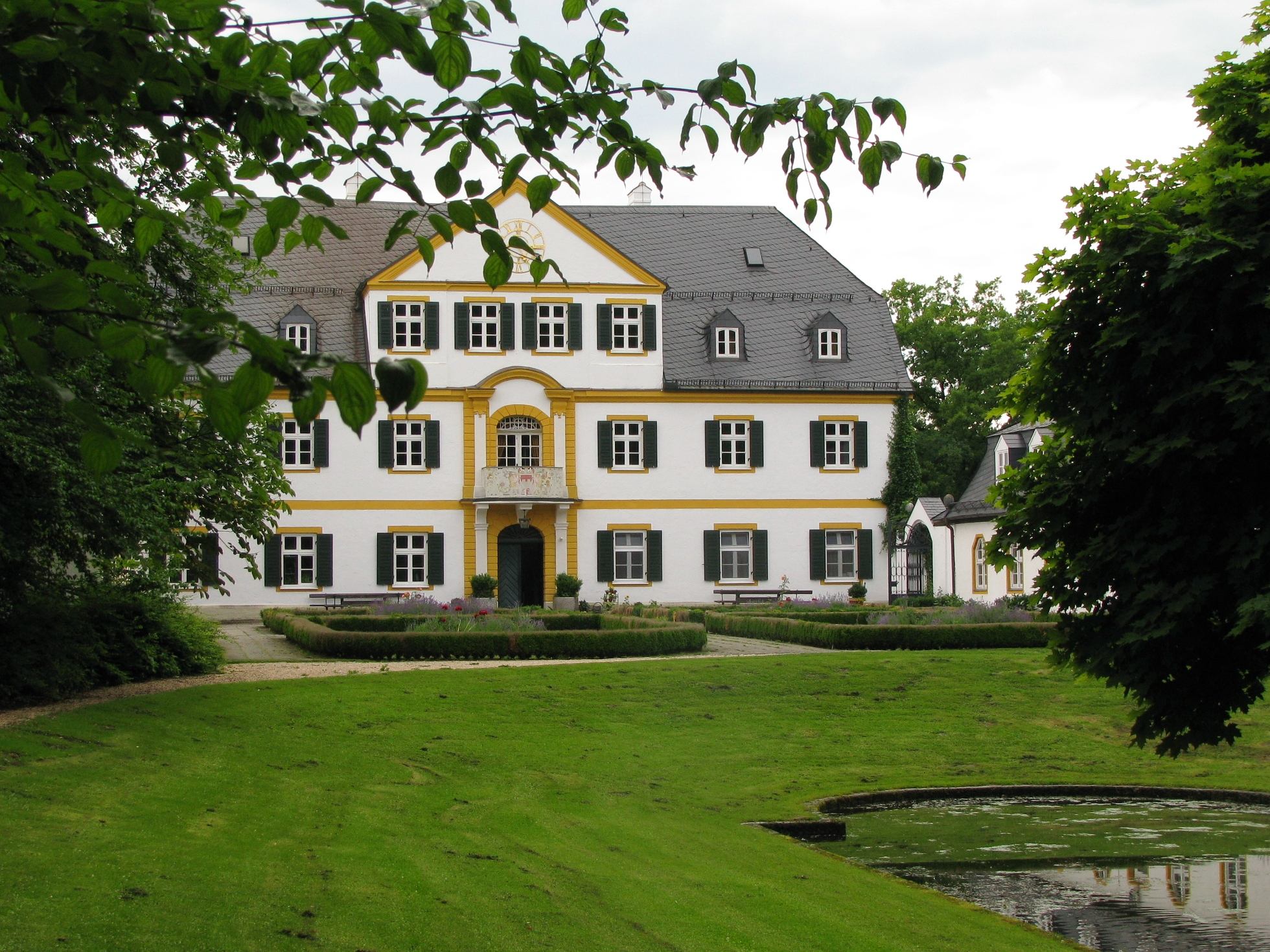
Schloss Maxhofen: Gartenfassade

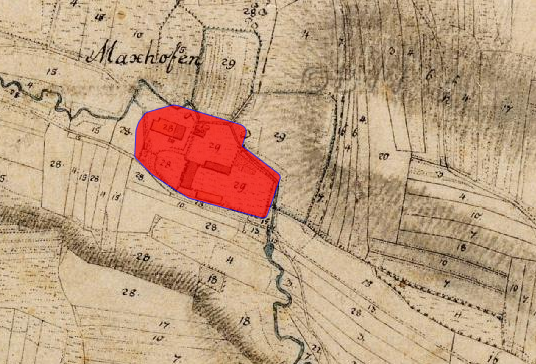
Lageplan von Schloss Maxhofen auf dem Urkataster von Bayern

Das Schloss Maxhofen (auch Schloss Ainhofen) ist im Bruckmühler Gemeindeteil Maxhofen im Landkreis Rosenheim (Bayern) gelegen und dient heute als Schullandheim der Stadt München. Die Anlage hat eine Fläche von etwa zwei Hektar. Es ist unter der Aktennummer D-1-87-122-43 als Baudenkmal verzeichnet. „Untertägige frühneuzeitliche Befunde m Bereich von Schloss Maxhofen (ehem. Ainhofen) und seiner Vorgängerbauten mit abgegangenem Wirtschaftshof“ werden zudem als Bodendenkmal unter der Aktennummer D-1-8137-0126 geführt.

## Geschichte

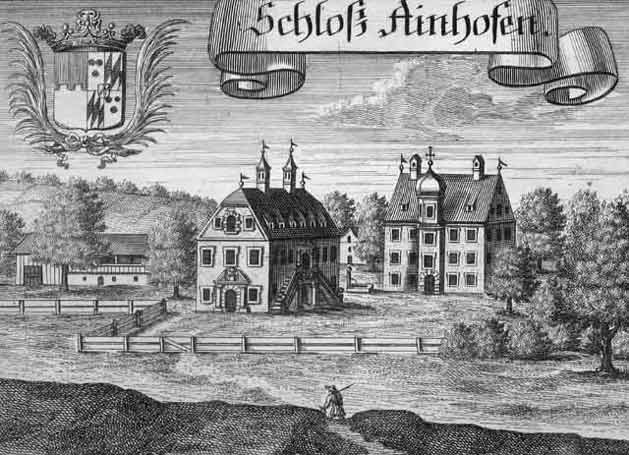
Kupferstich von Michael Wening, 1701

Das heutige Hauptgebäude wurde 1513 erbaut. Ursprünglich hieß das Schlösschen Einhofen und war der Stammsitz des Herrengeschlechts der Ainhover. Das baufällige Schloss gelangte um 1650 an Wolfgang Scherr, der es bis 1661 erneuerte. 1683 gelangte es an Graf Maximilian von Preising, Oberstkämmerer von Bayern. Dieser nannte es Maxhofen, bekam die niedere Gerichtsbarkeit und die Anerkennung einer Hofmark. Er erbaute die Nebengebäude und die Schlosskapelle und trennte einen dazugehörigen Hof ab, der heute noch den Namen Einhofen führt.
1771 erwarb Minister Josef Ferdinand die Hofmark Maxhofen. Danach gelangte das Gut an Graf Tattenbach und später an Graf Arco, der es vor dem Verfall rettete. 1903 konnte die Landesversicherungsanstalt Oberbayern das Schloss Maxhofen erwerben, die es zu einem Invalidenheim umbaute. 1960 erfolgte der Verkauf an die Stadt München, die ein Landschulheim in den Gebäuden einrichtete.

## Beschreibung

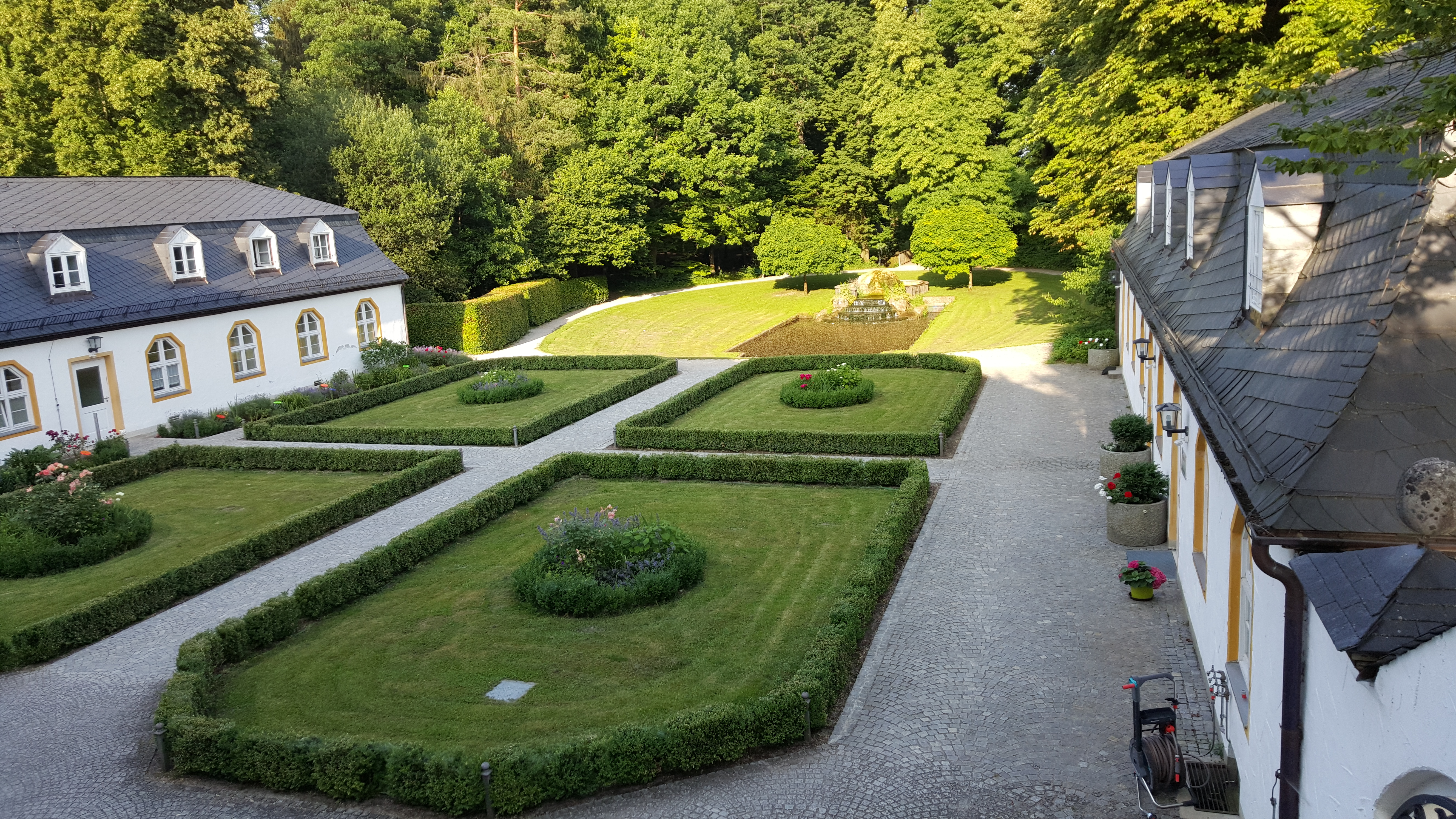
Ehrenhof mit Garten

Das Bauwerk ist als dreiflügelige Anlage aufgebaut. Das Hauptgebäude ist ein zweigeschossiger Schopfwalmdachbau. Zur Gartenseite hin hat er einen Mittelportikus mit Dreiecksgiebel. Der nördliche und der südliche Seitenflügel sind eingeschossige Mansardwalmdachbauten, die durch Torbögen mit dem Hauptbau verbunden sind.

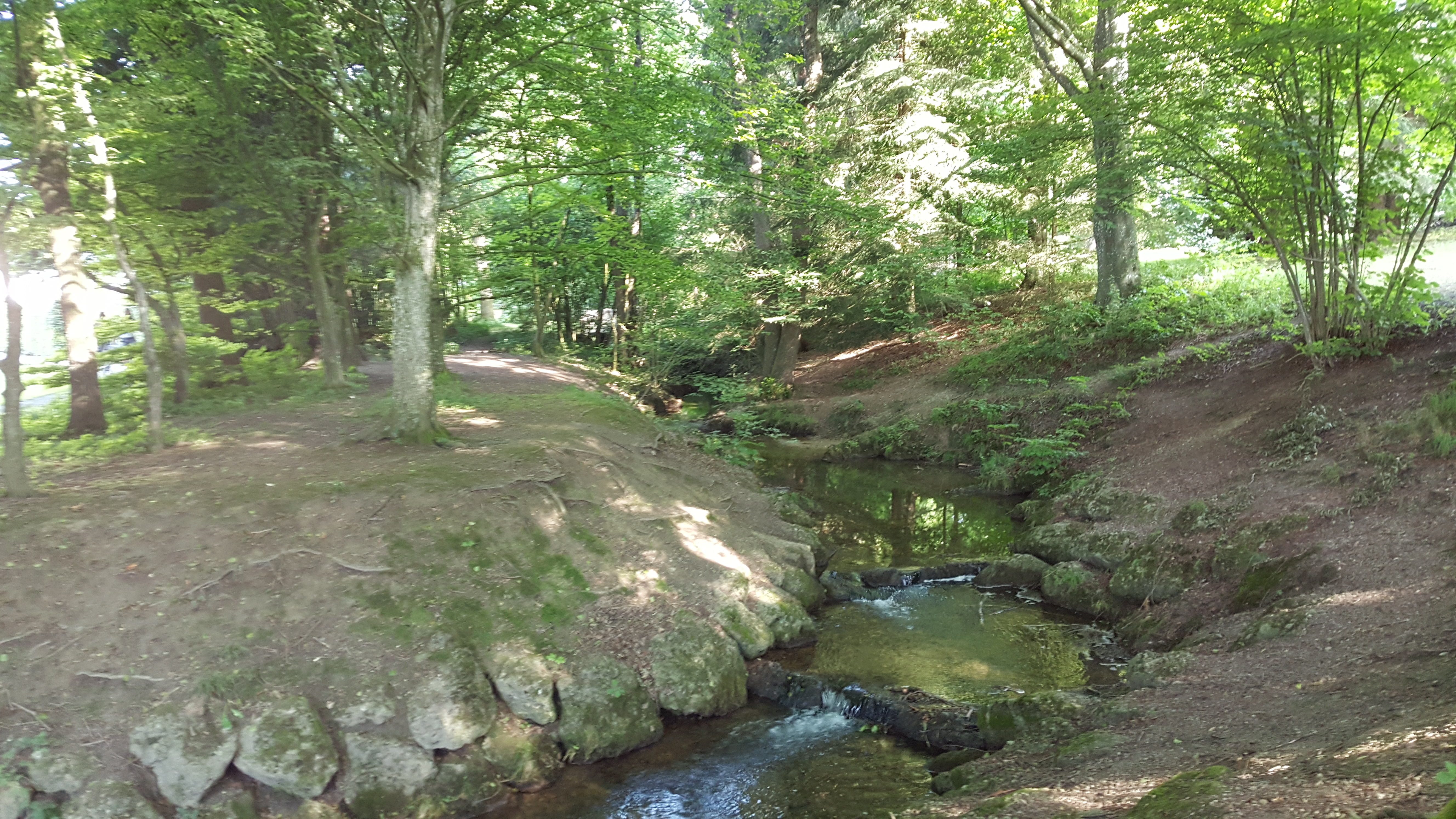
Bach im Schlosspark

Hauptgebäude und Seitenflügel begrenzen einen Ehrenhof mit einem symmetrischen Garten, der in der zweiten Hälfte des 18. Jahrhunderts angelegt wurde und in eine Grünanlage mit Kaskade übergeht. Das Schloss ist von einem Park mit Zierbrunnen, Teich und Bachlauf umgeben.
Das Hauptgebäude, die beiden Flügelbauten und der Ehrenhof stehen unter Denkmalschutz.
Zur Anlage gehören zwei Wirtschaftsgebäude sowie ein Zelt-, Fußball- und Volleyballplatz.